# Åre Björnen

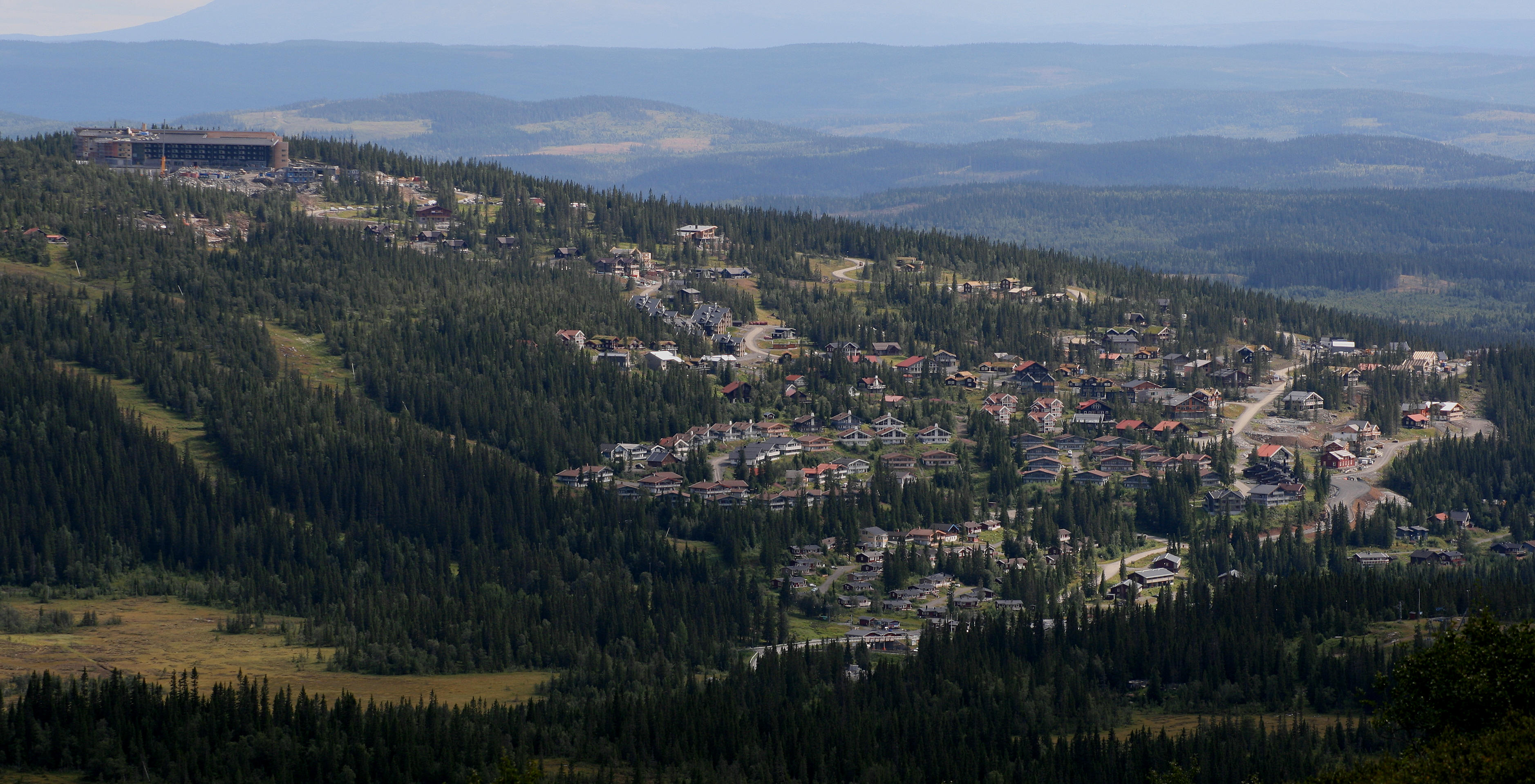
Förberget med stora delar av Åre Björnen, sommartid.
Längst upp är hotellet Copperhill Mountain Lodge beläget, från 2008.

Åre Björnen är en del av Åres skidområde, beläget cirka fem kilometer öster om Åre centralort och är sedan år 1998 inriktat åt barnfamiljer. Åre Björnens skidområde består huvudsakligen av lätta ("blå" och "gröna") nedfarter, men längre västerut kring Högåsen och Sadeln finns även några medelsvåra ("röda") nedfarter och möjligheter till off-piståkning i skog. Det finns ett antal längdåkningsspår i skogsterräng, och sommartid en cross country-cykelarena och klätterpark (sedan 2017 respektive 2021) och vandringsleder i skog och fjäll. I området finns bland annat några restauranger, en livsmedelsbutik och sportbutik. Vid infarten från E14 är byn Björnänge belägen, med bland annat Åre Chokladfabrik och Hotell Karolinen. Några kilometer norr om Åre Björnen är Fröå gruva belägen, där kopparmalm bröts från 1700-talets mitt till 1900-talets början.
År 1981 byggdes Åre Björnens två första liftar; den ena kom 1998 att bli Teleski-knappliften Vargliften, vilken dessförinnan var dragen längsmed nuvarande ankarliften Björnliften som tillkom 1987 (benämndes därefter temporärt Björnliften 1 och 2). Idag finns 10 liftar och 18 nedfarter i Åre Björnens skidområde, och bebyggelsen har vuxit kraftigt efter millennieskiftet; många privatägda semestervillor i hög standard har byggts relativt tätt, utmed Förbergets sydvästsluttning. Utöver detta öppnade hotellet Copperhill Mountain Lodge på Förbergets topp den 8 december 2008, med direkt anslutning till skidområdet. En fortsatt utbyggnad av semestervillor kom att verkställas längs nuvarande Hermelinen och vid Sadeln, bägge områden väster om Björnängesberget.
Till följd av bebyggelsens utveckling satsades efter Alpina VM 2007 totalt närmare 200 miljoner kronor på det så kallade Tott/Sadeln-Högåsenprojektet som började verkställas 2010, för en omfattande modernisering och förbättring/effektivisering av både skidåkningen och transportströmningen mellan Åre By och centrala Björnen, vilket fullbordades 2013 i huvudsak av Sadelexpressen och Fjällgårdsexpressen. Vidare diskuteras också en större ombyggnation av centrala Åre Björnen, utifrån en planskiss som presenterades i september 2015.